# Sardañola-Ripollet
La Mancomunidad Intermunicipal Sardañola-Ripollet es una de las varias mancomunidades de la provincia de Barcelona y recoge los pueblos que se encuentran entre Sardañola del Vallés y Ripollet.

## Poblaciones
- Moncada y Reixach
- Ripollet
- Sardañola del Vallés

## Obras y servicios
Sostenimiento del cuartel de la Guardia Civil y de la Asamblea de la Cruz Roja. Servicios de alumbrado público, pavimentación, alcantarillado y regulación de tráfico en las vías comunes y pasos subterráneos. Creación y sostenimiento de escuelas y campos electorales que se consideren de interés comunal... 

## Curiosidades
Se encuentra en Cataluña, concretamente en la provincia de Barcelona. Recoge las tres poblaciones del sur del Vallés Occidental, su sede se encuentra en Sardanyola y su número de registro es 0508008.